# هوشی (خواننده کره جنوبی)
هوشی (انگلیسی: Hoshi؛ زادهٔ ۱۵ ژوئن ۱۹۹۶) خواننده و آیدل کره‌ای اهل کره جنوبی است.